# D'amour et d'eau fraîche
D'amour et d'eau fraîche is een Franse film van Jean-Pierre Blanc uit 1976.

## Samenvatting
Jip is een jongeman die een zorgeloos leventje leidt. Hij geeft wat pianoles. Hij leeft samen met de heel wat oudere Mona in haar comfortabel appartement. 
Op een dag ontmoet hij Rita, een lieve studente. Ze worden dolverliefd op elkaar en ze beslissen om in Frankrijk rond te trekken, zonder veel geld op zak. 

## Trivia
- Voor de film probeerde Miou-Miou met alle macht haar toenmalige partner Patrick Dewaere aan de mannelijke hoofdrol te helpen, maar Jean-Pierre Blanc verzette zich hiertegen. Julien Clerc was al een gekende en populaire muzikant in Frankrijk en kreeg de voorkeur. Op de set spelen Julien Clerc en Miou-Miou een pril liefdeskoppel, wat ze ook tijdens de opname worden, tot grote wanhoop van Patrick Dewaere.
- Deze tragikomedie was de enige film waarin Julien Clerc meespeelde. Desondanks werd de film een flop.

## Rolverdeling
| Acteur             | Personage                 |
| ------------------ | ------------------------- |
| Annie Girardot     | Mona                      |
| Julien Clerc       | Jip                       |
| Miou-Miou          | Rita Gonzales             |
| Jean-Pierre Darras | Clément                   |
| Robert Dalban      | Potter, de vader van Mona |
| Gérard Hernandez   | Ben                       |